# 린추인
린추인(중국어 정체자: 林楚茵, 병음: Lín Chûyīn, 1973년 10월 10일 ~ )은 타이완의 정치인이다. 2020년 비례대표의 입법위원으로 당선된다.